# Live: Take No Prisoners
Live: Take No Prisoners ist das dritte Livealbum des US-amerikanischen Singer-Songwriters Lou Reed. Die Aufnahmen für das Doppelalbum fanden vom 17. bis 21. Mai 1978 im Bottom Line in New York City statt. Gemischt und bearbeitet wurde das Album von Manfred Schunke im Delta Studio, Wilster, Deutschland; die Veröffentlichung erfolgte noch im selben Jahr.
Das Album enthält neben den Lieder längere humoristische Monologe. In einem davon wird neben anderen der Musikkritiker Robert Christgau angegriffen. In seiner Kritik des Albums bedankt dieser sich für die richtige Aussprache seines Namens.
Das Album wurde in Kunstkopfstereophonie aufgenommen. Die Mikrophone waren in den Ohren des Plastikkopfes, es sollte dadurch echter klingen, als wäre man "mittendrin". Am Anfang entzündet Lou Reed ein Streichholz, das den Effekt hörbar verdeutlicht.

## Titel
Alle Titel wurden von Lou Reed geschrieben.
CD 1:
1. Sweet Jane (10'44)
2. I Wanna Be Black (6'27)
3. Satellite of Love (7'06)
4. Pale Blue Eyes(7'36)
5. Berlin (6'13)
6. I’m Waiting for the Man (13'59)

CD 2:
1. Coney Island Baby (8'37)
2. Street Hassle (13'15)
3. Walk on the Wild Side (16'54)
4. Leave Me Alone (7'29)

## Nachweise
1. ↑  Kritik von Robert Christgau